# هامي

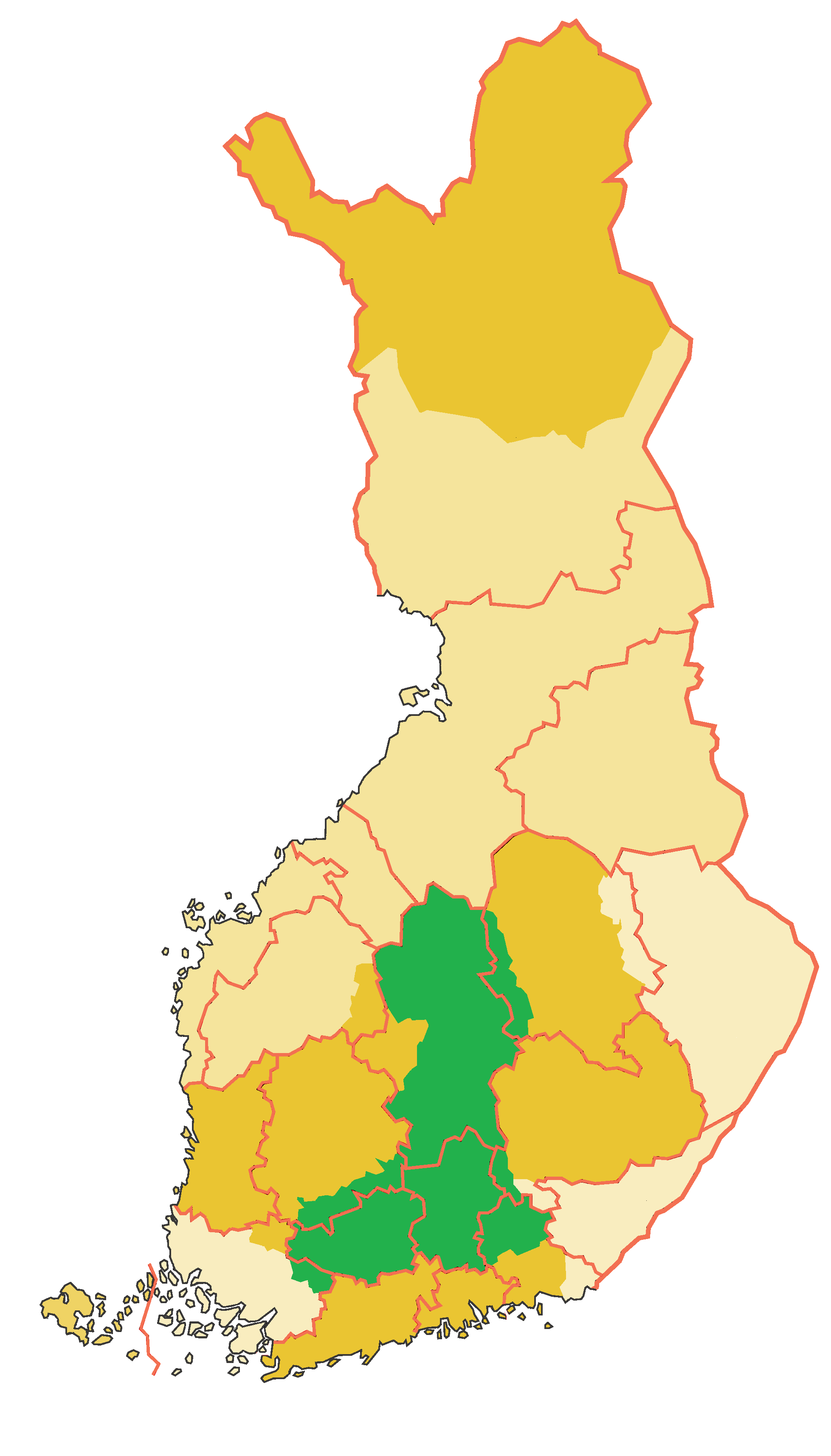
Historical province of Tavastia
(borders of the modern provinces
in pink)

هامي (بالفنلندية Häme ، بالسويدية Tavastland) مقاطعة تاريخية في جنوب فنلندا.
امتد مجالها الإداري ليشمل الأقاليم الحالية : كانتا هامي وبايات هامي و معظم فنلندا الوسطى ، بالإضافة إلى شمال كومنلاكسو و جنوب بيركانما و غرب سافو الشمالية ، جنوب غرب سافو الجنوبية وسوميرو في فارسينايس سوومي.